# 南非非洲人民民主联盟
南部非洲非洲人民民主联盟（英語：African Peoples' Democratic Union of Southern Africa，缩写为APDUSA）是南非的一个托洛茨基主义组织。该组织成立于1961年，起源于非欧洲人团结运动，并与南非马克思主义领导人艾萨克·班加尼·塔巴塔关系密切。塔巴塔于1990年在流亡中去世。过去，该组织主张结束南非的白人少数统治，并最终通过城市无产阶级和农民的联盟支持的社会主义革命实现这一目标。该组织在1960年代参与了武装斗争，但遭到南非种族隔离政权的严重镇压。目前，该组织仍然活跃，并出版《APUDUSAN通讯》。